# Velocidad
Velocidad, il cui vero nome è Gabriel Cohuelo, è un mutante che vive nell'Universo Marvel. La sua prima apparizione è stata su Uncanny X-Men 527 del 2010, in una storia di Matt Fraction e Whilce Portacio.
Gabriel è un mutante sedicenne che vive a Città del Messico, ed è incapace di controllare il suo potere mutante, che gli permette di spostarsi a grandissima velocità, prima di incontrare Hope Summers. Successivamente Gabriel decide di seguire Hope nella sua missione di ricerca di nuovi mutanti, assieme a Oya e Primal. Lui e gli altri si trasferiscono su Utopia, dove sono allenati nell'uso dei loro poteri da altri X-Men più esperti, ed è qui che Gabriel e Hope iniziano una romantica relazione, che però termina quando Hope lo sorprende a baciare Pixie.

## Poteri ed abilità
I poteri di Velocidad gli permettono di accelerare rispetto al tempo che trascorre, dunque ogni volta che li usa Gabriel invecchia. Una missione di quattro ore può durare un paio di giorni dal suo punto di vista, in certi casi un intenso uso dei suoi poteri lo porta a bruciare interi giorni di vita in una manciata di minuti.